# Jane Elizabeth Waterston

Jane Elizabeth Waterston (1889)

Jane Elizabeth Waterston (* 1843 in Inverness; † 7. Dezember 1932 in Kapstadt) war eine schottische Pädagogin und Ärztin, die im südlichen Afrika auf den Gebieten der Pädagogik, Medizin und Sozialarbeit tätig war. Ausgehend von den Erfahrungen aus der Tätigkeit an der Missionsschule in Lovedale gelang ihr ein früher Beitrag zur Gleichberechtigung von Frauen auf dem Gebiet des späteren Südafrikas.

## Leben
Ihre Eltern lebten im schottischen Inverness. Der Vater, Charles Waterston, war ein Mitarbeiter der Caledonian Banking Company. Ihre Mutter hieß Agnes Webster. Jane Waterston erhielt ihre Schulausbildung durch Privatunterricht und an der Inverness Royal Academy.
Mit Hilfe der Free Church of Scotland reiste sie im Missionsauftrag nach Afrika und arbeitete ab 1866 als Lehrerin. Zusammen mit James Stewart eröffnete sie am 23. Juli 1868 an der Lovedale Mission in der Siedlung Chumie (Tyhume) bei Alice eine Internatsschule für Mädchen. Von 1868 bis 1873 war sie als Lady Superintendent of Girls’ School für diese Einrichtung verantwortlich. Das Unterrichtsprogramm umfasste vorrangig praktische Arbeiten, wie allgemeine Hauswirtschaft, Nähen, Kochen und Wäschearbeiten. Bereits vor ihrem Tätigkeitsbeginn waren hier mehrere Missionarinnen mit Schulunterricht für Xhosa-Mädchen beschäftigt gewesen.
Im Jahr 1874 begab sie sich nach London und begann an der gerade eröffneten London School of Medicine for Women ein Medizinstudium. Sie zählte zu den ersten Studentinnen an dieser Schule. Den ersten Abschluss auf diesem Gebiet erhielt sie 1878 mit einem Lizenziat am King and Queen’s College of Physicians of Ireland. Nach ihrem fünfjährigen Auslandsaufenthalt kehrte sie wieder nach Südafrika zurück.
In den Jahren 1879 und 1880 arbeitete Jane Waterston etwa sechs Monate lang an der Missionsstation Livingstonia, die 1877 von James Stewart gegründet worden war. Dieser Lebensabschnitt gestaltete sich für sie nicht sehr befriedigend, weil ihr die Verhältnisse vor Ort unerträglich erschienen. Deshalb ging sie erneut in die Kapkolonie nach Lovedale, gründete und übernahm dort zwischen 1880 und 1883 die Leitung der medizinischen Abteilung in dieser Missionsschule.
Im Jahr 1888 erwarb sie am Royal College of Surgeons of Edinburgh ein zweites Lizenziat und erhielt im gleichen Jahr den Doktorgrad der Medizin (M.D.) in Brüssel, weil das in England zu diesem Zeitpunkt nicht möglich war. Ende des Jahres 1888 kehrte sie nach Kapstadt zurück. In Anerkennung der Promotion von Brüssel bestätigte ihr 1889 die University of the Cape of Good Hope den Doktorgrad.
Seit dieser Zeit war Waterston als Medizinerin in Kapstadt tätig und die erste registrierte Ärztin mit einem britischen Medizinabschluss in Südafrika. Hier bemühte sie sich um die Verbesserung der hygienischen und medizinischen Verhältnisse für Frauen und Kinder. Diese Situation sowie ihre Auffassungen über Frauen- und Bürgerrechte erzeugten in ihrem beruflichen Umfeld gegen sie Widerstand. Trotzdem erlangte sie durch ihr medizinisches und soziales Wirken große Anerkennung.
Im Jahr 1905 wählte man sie in der British Medical Association in das Amt der Präsidentin ihrer Sektion Western Cape, das sie bis 1906 ausübte. Ihr wachsendes öffentliches Ansehen brachte ihr viele Nachfragen zur Mitarbeit in öffentlichen Gremien ein. So wurde sie zur Mitarbeit für die South African Native Affairs Commission (1903–1905) aufgefordert. Nach Gründung der Südafrikanischen Union war sie Mitglied im Cape Provincial Hospital Board, dem Krankenhausausschuss in der Kapregion. Im Jahre 1916 berief man Waterston zum Advisory Board of Valkenberg Mental Hospital, der Beratungsausschuss dieser neurologischen Klinik in Kapstadt.
Jane Waterston äußerte durch ihre Eindrücke aus den so genannten Burenkriegen öffentlich Kritik an den Buren. Diese Position hatte sich bei ihr durch die Kenntnis über Misshandlungen der schwarzen Bevölkerung in den Burenrepubliken entwickelt. Ihr gesamtes berufliches Leben war mit der Sorge um das Wohl von Afrikanern verbunden und daraus entwickelte Jane Waterston eine solidarische Haltung zu dieser Bevölkerungsgruppe. Um 1890 wandelte sich ihr bisher pädagogisch und medizinisch bestimmtes Engagement in ein zunehmend politisches geprägtes Wirken.

## Verdienste und Würdigungen
Jane Waterston setzte sich für die Rechte der einheimischen Bevölkerung im südlichen Afrika ein, vorzugsweise auf dem Gebiet der Bildung und sozialen Wohlfahrt. Im hohen Alter war sie eine der meistgeehrten Frauen Südafrikas und wegen ihrer Tätigkeit als Ärztin und Sozialarbeiterin in Kapstadt zu einer nationalen Symbolfigur geworden.
- Am College of Physicians of Ireland wurde sie mit Wirkung vom 19. Oktober 1925 zum Fellow gewählt.[6]

- Im Jahr 1929 verlieh ihr die Universität Kapstadt den Doktorgrad der Rechtswissenschaften.[7][8] Die Universität würdigte damit ihren Beitrag zur Wirkung von Frauen in medizinischen und sozialen Fragen des Landes.

- Über dreißig Jahre war sie täglich mit einer schwarzen Medizintasche in den Armenvierteln Kapstadts unterwegs. Im St Monica’s Maternity Hospital für farbige Frauen auf dem Signal Hill wurde eine Bronzetafel zur Erinnerung aufgestellt, die die Inschrift trägt: „In Memory of Dr Jane Waterston, Pioneer of Maternity Service in this City. A Friend of the Poor.“ (deutsch etwa: In Gedenken an Dr. Jane Waterston, eine Pionierin der Mütterbetreuung in dieser Stadt. Eine Freundin der Armen.).[9]